# ترامپ شاتل

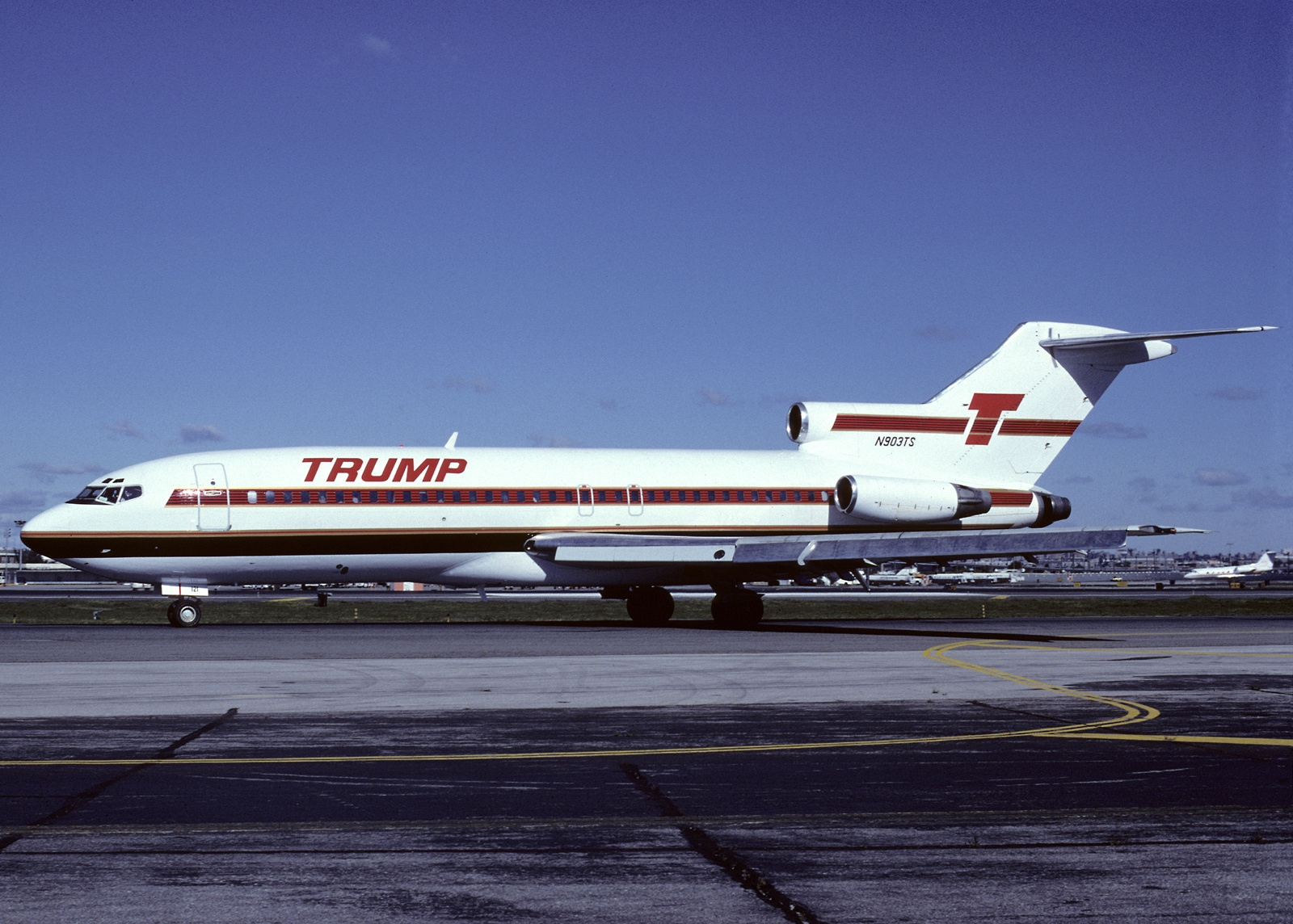
یک فروند بوئینگ ۷۲۷ متعلق به شرکت ترامپ شاتل

ترامپ شاتل (انگلیسی: Trump Shuttle) شرکت هواپیمایی آمریکایی بود، که در سال ۱۹۸۹ توسط دونالد ترامپ تأسیس شد و در اوج فعالیت‌های خود مالک ۱۷ فروند هواپیمای مسافربری بود. این شرکت در سال ۱۹۹۲ در پی خریداری توسط یو اس ایرویز، منحل گردید.